# Dismodicus modicus
Espèce
Dismodicus modicus est une espèce d'araignées aranéomorphes de la famille des Linyphiidae.

## Distribution
Cette espèce est endémique des États-Unis. Elle se rencontre en Alaska, au Montana et au Washington.

## Publication originale
- Chamberlin & Ivie, 1947 : The spiders of Alaska. Bulletin of the University of Utah, Biological Series, vol. 37, no 10, p. 1-103.